# The 8 Show
《The 8 Show》（韓語：더 에이트 쇼）为Netflix于2024年5月17日上线公开的原创韩国剧集，该剧将裴真秀创作的Naver网络漫画《金钱游戏》和《争夺游戏》合二为一进行改编，由电影《金權性內幕》《非常宣言》导演韓在林编剧并执导。剧情讲述8个人被困在分为8层的秘密空间里，参加「时间积累就会赚钱」的甜蜜却危险的真人秀时发生的故事。

## 演员阵容

### 主要人物
| 演员   | 角色   | 介绍                  |
| ------ | ------ | --------------------- |
| 柳俊烈 | 裴真秀 | 3樓。靠打工維生。     |
| 千玗嬉 | 世拉   | 8樓。行為藝術家。     |
| 朴正民 | 菲利普 | 7樓。導演。           |
| 李烈音 | 金陽   | 4樓。停車場指導員。   |
| 朴海俊 | 泰錫   | 6樓。二手汽車銷售員。 |
| 李周英 | 春子   | 2樓。快遞員。         |
| 文晶熙 | 文贞   | 5樓。醫生娘。         |
| 裴晟佑 | 盧相国 | 1樓。馬戲團小丑。     |

## 制作
2022年1月，宣布柳俊烈、IU、朴正民、朴海俊、裴晟佑出演电影导演韩在林执导并编剧的首部OTT平台剧集《金钱游戏》（머니게임），改编自同名网络漫画和其续作《争夺游戏》；4月宣布文晶熙、李烈音与李周英加盟。5月，IU因行程冲突退出该剧，其角色由千玗嬉顶替出演。

### 拍摄
主体拍摄于2022年6月25日正式开始，同年12月23日杀青。

## 反响
上线首周以170万次观看、1190万小时观看时长位列当周（5月13日至5月19日）Netflix全球非英语类节目Top 10排行榜第7位，不敌终映将近一个月的《淚之女王》；另据OTT平台内容收视排名统计网站FlixPatrol于5月20日的统计结果显示，《The 8 Show》在韩国Top 10排行榜由第3名升至第1名，在全球TV节目类排行榜中位列第5名。

## 獎項
| 年份   | 頒獎典禮          | 獎項                    | 入圍者 | 結果 | 参考   |
| ------ | ----------------- | ----------------------- | ------ | ---- | ------ |
| 2024年 | 第3屆青龍系列大獎 | 電視劇部門 男主角獎     | 柳俊烈 | 提名 |        |
| 2024年 | 第3屆青龍系列大獎 | 電視劇部門 女主角獎     | 千玗嬉 | 提名 |        |
| 2024年 | 第3屆青龍系列大獎 | 電視劇部門 女配角獎     | 李周英 | 提名 |        |
| 2024年 | 第3屆青龍系列大獎 | 電視劇部門 新人女演員獎 | 李烈音 | 提名 |        |
| 2025年 | 第23届导演选择奖  | 最佳女演员              | 千玗嬉 | 提名 | [ 12 ] |